# Mydaea nebulosa
Mydaea nebulosa este o specie de muște din genul Mydaea, familia Muscidae. A fost descrisă pentru prima dată de Stein în anul 1893. Conform Catalogue of Life specia Mydaea nebulosa nu are subspecii cunoscute.